# Алпана
Алпана (груз. ალპანა) — село в Грузії.
За даними перепису населення 2014 року в селі проживає 180 осіб.